# Miguel Mussard
Miguel Mussard, futbolista francés, nació en Le Mans el 22 de octubre de 1977. Juega de delantero y su actual equipo es el Saint-Pryvé Saint-Hilaire FC de la Championnat de France Amateurs 2 francesa.

## Clubes
| Club                         | País    | Año             |
| ---------------------------- | ------- | --------------- |
| Le Mans UC                   | Francia | 1997 - 1998     |
| Thouars Foot 97              | Francia | 1998 - 2000     |
| Clermont Foot                | Francia | 2000 - 2001     |
| Stade Lavallois              | Francia | 2001 - 2003     |
| Angers SCO                   | Francia | 2003 - 2004     |
| FC Gueugnon                  | Francia | 2004 - 2006     |
| Racing Club Flèchois         | Francia | 2006 - 2007     |
| Saint-Pryvé Saint-Hilaire FC | Francia | 2007 - Presente |

## Estadísticas
| Club                    | Temporada        | Liga  | Liga  | Copa Nac. | Copa Nac. | Copa Inter. | Copa Inter. | Total | Total |
| Club                    | Temporada        | Part. | Goles | Part.     | Goles     | Part.       | Goles       | Part. | Goles |
| ----------------------- | ---------------- | ----- | ----- | --------- | --------- | ----------- | ----------- | ----- | ----- |
| FC Gueugnon Francia     | 2005–06          | 7     | 0     | 0         | 0         | 0           | 0           | 7     | 0     |
| FC Gueugnon Francia     | 2004–05          | 25    | 1     | 0         | 0         | 0           | 0           | 25    | 1     |
| FC Gueugnon Francia     | Total            | 32    | 1     | 0         | 0         | 0           | 0           | 32    | 1     |
| Angers SCO Francia      | 2003–04          | 25    | 2     | 0         | 0         | 0           | 0           | 28    | 2     |
| Angers SCO Francia      | Total            | 25    | 2     | 0         | 0         | 0           | 0           | 25    | 2     |
| Stade Lavallois Francia | 2003–04          | 0     | 0     | 0         | 0         | 0           | 0           | 0     | 0     |
| Stade Lavallois Francia | 2002–03          | 24    | 2     | 0         | 0         | 0           | 0           | 24    | 2     |
| Stade Lavallois Francia | 2001–02          | 27    | 3     | 0         | 0         | 0           | 0           | 27    | 3     |
| Stade Lavallois Francia | Total            | 51    | 5     | 0         | 0         | 0           | 0           | 51    | 5     |
| Clermont Foot Francia   | 2000–01          | 29    | 14    | 0         | 0         | 0           | 0           | 29    | 14    |
| Clermont Foot Francia   | Total            | 29    | 14    | 0         | 0         | 0           | 0           | 29    | 14    |
| Thouars Foot 97 Francia | 1999–00          | 35    | 7     | 0         | 0         | 0           | 0           | 35    | 7     |
| Thouars Foot 97 Francia | 1998–99          | 29    | 4     | 0         | 0         | 0           | 0           | 24    | 4     |
| Thouars Foot 97 Francia | Total            | 59    | 11    | 0         | 0         | 0           | 0           | 59    | 11    |
| Le Mans UC 72 Francia   | 1997–98          | 3     | 0     | 0         | 0         | 0           | 0           | 3     | 0     |
| Le Mans UC 72 Francia   | Total            | 3     | 0     | 0         | 0         | 0           | 0           | 0     | 0     |
| Total en carrera        | Total en carrera | 199   | 33    | 0         | 0         | 0           | 0           | 199   | 33    |